# Michail Alexandrowitsch Porai-Koschiz
Michail Alexandrowitsch Porai-Koschiz (russisch Михаил Александрович Порай-Кошиц; * 7. Januarjul. / 20. Januar 1918greg. in Wjatka; † 20. April 1994 in Moskau) war ein russischer Chemiker, Kristallograf und Hochschullehrer.

## Leben
Porai-Koschiz studierte an der physikalisch-chemischen Fakultät des Leningrader Polytechnischen Instituts. Nach der Evakuierung aus dem belagerten Leningrad nach Kasan schloss er sein Studium an der Universität Kasan 1943 ab.
Nach dem Studium arbeitete Porai-Koschiz als Aspirant bei G. B. Boki im Moskauer Institut für allgemeine und anorganische Chemie (IONCh) der Akademie der Wissenschaften der UdSSR (AN-SSSR). 1948 verteidigte er erfolgreich seine Kandidat-Dissertation Röntgenstrukturuntersuchung des Kaliumtetranitropalladats. 1960 verteidigte er erfolgreich seine Doktor-Dissertation Röntgenstrukturuntersuchungen der komplexen Verbindungen des zweiwertigen Kobalts und Nickels und wurde Leiter des Kristallographie-Laboratoriums. 1961 wurde er zum Professor ernannt.
Porai-Koschiz war mit seiner Gruppe führend auf dem Gebiet der Röntgenstrukturanalyse in der UdSSR. Hauptarbeitsgebiete waren die Stereochemie und Kristallchemie der Koordinationsverbindungen. Durchgeführt wurden grundlegende Untersuchungen zur Stereochemie der Komplexe der 3d-Übergangsmetalle der 4. Periode und der Metalle der Seltenen Erden. Als einer der ersten untersuchte er die Strukturen der Oxokomplexe der d0-d2-Metalle und stellte die Gesetzmäßigkeiten ihres Aufbaus fest.
Neben seiner Tätigkeit im IONCh arbeitete Porai-Koschiz an der Universität Moskau (MGU) und leitete das 1952 gegründete Laboratorium für Kristallchemie der chemischen Fakultät der MGU bis 1974. Er leitete das Moskauer Kristallchemische Seminar. Er verfasste über 700 wissenschaftliche Publikationen einschließlich 5 Monografien. Seine Röntgenstrukturanalyse (1951) und Praktischer Kurs der Röntgenstrukturanalyse sind zentrale Lehrbücher für alle Strukturforscher geworden. 1974 wurde er Berater der Fakultät und Mitglied des Wissenschaftlichen Rates der MGU sowie  Korrespondierendes Mitglied der AN-SSSR. Er leitete die Sektion Kristallchemie des Wissenschaftlichen Rates für chemische Kinetik und Struktur der AN-SSSR. Er war Mitglied der Generalversammlung der International Union of Crystallography. Bei der IV. Allrussischen Kristallchemie-Tagung 1981 in Twer war die Rose aus dem Wappen der Porai-Adelsfamilie das Tagungsabzeichen.
1990 gab Porai-Koschiz die Leitung des Kristallographie-Laboratoriums des IONCh auf und wurde Berater bei der Direktion des IONCh.

## Ehrungen
- Ehrenzeichen der Sowjetunion (1975)
- Tschugajew-Preis (1991) für die Arbeiten zu stereochemischen Aspekten der Kristallchemie und der Koordinationsverbindungen